# You Can’t Name Your Own Tune
You Can’t Name Your Own Tune ist ein Jazzalbum von Barry Altschul. Die am 8. und 9. Februar 1977 im Rosebud Studio, New York City entstandenen Aufnahmen erschienen 1977 als Langspielplatte, 2000 als Compact Disc auf Muse Records.

## Hintergrund
In der Zeit um 1970 hatten Holland und Barry Altschul bei einigen bemerkenswerten Alben „in der zweiten Welle des revolutionären Jazz“ (Ethan Iverson) mitgewirkt; dies sind etwa Circle: Paris Concert (1972), Anthony Braxtons New York, Autumn 1974, Dave Hollands Conference of the Birds (1973) und Sam Rivers’ The Quest (1976). Aufgenommen 1977 für Muse Records, hatte der Schlagzeuger Barry Altschul für sein Debütalbum ein Quintett zusammengestellt, in dem Sam Rivers, Saxophone und Flöte, George Lewis, Posaune, Muhal Richard Abrams, Piano und Dave Holland Bass spielten. Vier Stücke des Albums stammten von Altschul, jeweils ein Stück von Abrams und von Carla Bley.
„Cmbeh“ ist ein Trio-Stück, gespielt von Muhal Richard Abrams, Holland und Altschul. Der Pianist setzt wiederum aus in „For Those Who Care“. „Hey, Toots!“ ist ein Solo Altschuls, der hier auch Percussion und das Waterphone spielt. Die LP endet mit einer Komposition von Carla Bley, „King Korn“. Altschul hatte zuvor mit Paul Bley bei mehreren Trio-Sessions viele Stücke Carla Bleys gespielt.

## Titelliste
- Barry Altschul: You Can’t Name Your Own Tune (Muse Records MR 5124[2]

1. You Can’t Name Your Own Tune (B. Altschul) 7:52
2. For Those Who Care (B. Altschul) 4:53
3. Natal Chart (B. Altschul) 3:42
4. Cmbeh (M. R. Abrams) 6:13
5. Hey Toots! (B. Altschul) 5:07
6. King Korn C. Bley) 4:40

## Rezeption

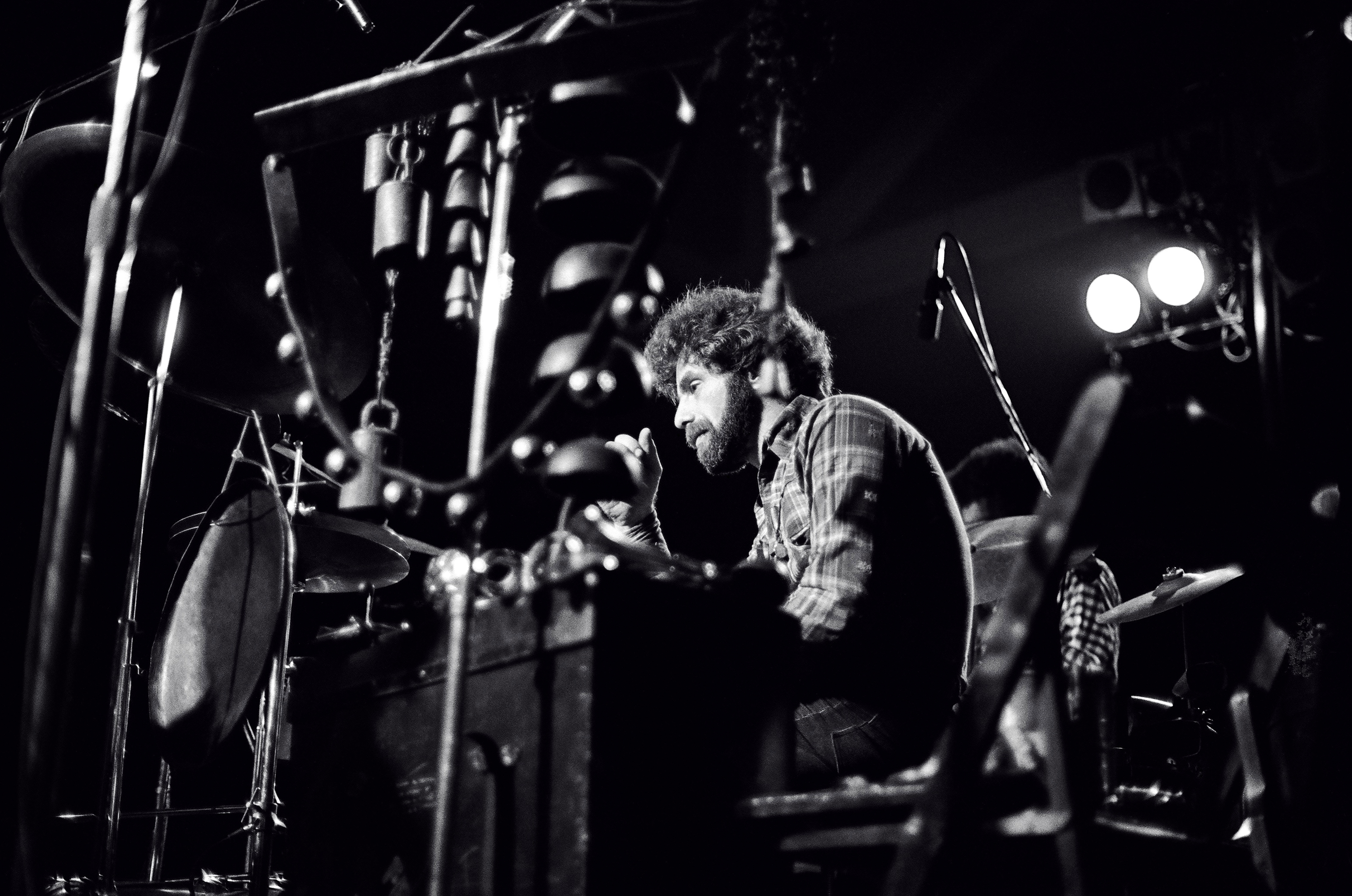
Barry Altschul 1976

Ethan Iverson schrieb in Do the Math, Altschuls You Can’t Name Your Own Tune sei vielleicht weniger bekannt [als seine Aufnahmen mit Holland, Braxton oder Rivers aus dieser Zeit], aber ohne guten Grund, denn es sei wirklich eine unglaublich gut anhörbare Session der besten Vertreter dieses ziemlich hektischen Stils. Nach Ansicht des Autors war es ein einmaliges Quintett; jeder bringe sein Spitzenspiel ein. In gewisser Weise könnte es mit der frühen Tony Williams Quintett-Session Spring (1965), auch mit Sam Rivers, harmonieren. In beiden Fällen entscheide der Schlagzeuger, in welche Richtung ein „Out“-Date gehen soll, mit besonders stilvollen Ergebnissen.
Nach Ansicht von Scott Yanow, der das Album in Allmusic mit viereinhalb Sternen auszeichnete, sind die Highlights dieses exzellenten Albums die Stücke in der Quintettbesetzung, die ein Zusammenspiel zwischen Sam Rivers (auf Tenor, Flöte und Sopran) und dem Posaunisten George Lewis präsentieren. Vor allem Lewis sei in dieser Art von relativ unkomplizierter (wenn auch immer noch anspruchsvoller) Umgebung selten zu hören gewesen; seine Beiträge hier seien wirklich ausgezeichnet.